# 국제 복음주의 학생회

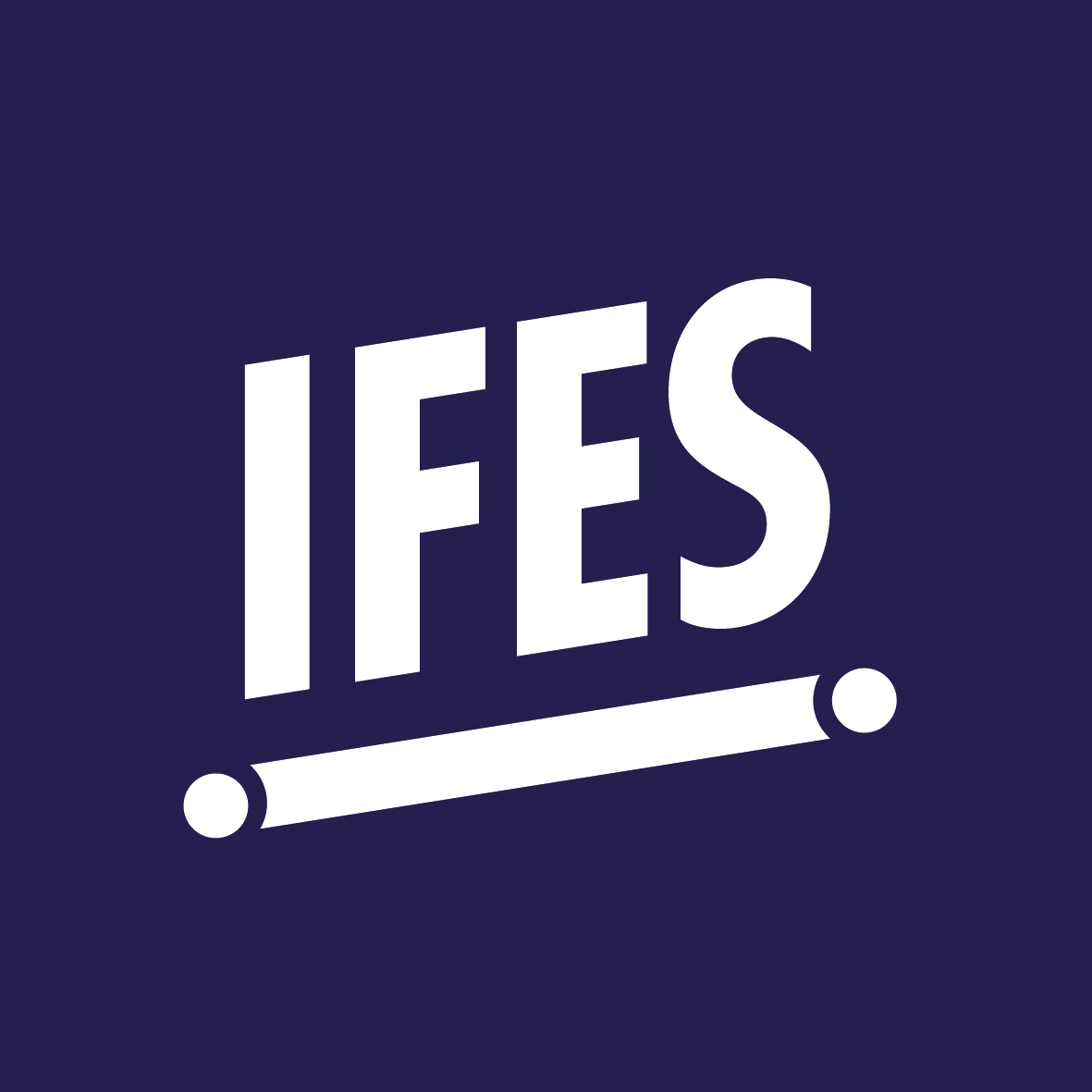

국제 복음주의 학생회(영어: International Fellowship of Evangelical Students, IFES)는 복음주의 신앙에 뿌리를 두고 있는 기독교 공동체이다. 영국에 본부를 두고 있다.

## 특징

### 활동 목적
복음전도(Evangelism), 일상생활에서의 섬김의 실천(Formación), 세계선교(World mission)를 목적으로 하고 있다.IFFS의 설립은 1930년대부터 논의되었으며, 제2차 세계대전이 끝난후인 1947년에 시작되었다. 유럽, 아시아, 중남미 등의 열일곱 나라에서 활동하고 있다.

### 신앙 고백
1. 성부와 성자와 성령의 신성과 일치
2. 창조자이신 하나님의 주권, 계시, 구원.마지막 심판.
3. 성서의 영감과 신앙과 행동에서의 최고권위가 됨.
4. 인간의 보편적인 타락으로 인한 하나님의 진노와 단죄
5. 하나님의 아들이고 주님인 예수 그리스도의 대속적 죽음.
6. 예수 그리스도의 육체적 부활과 승천.
7. 성령의 새롭게 하심.
8. 하나님의 은혜에 따른 칭의.
9. 성령의 내주하심.
10. 그리스도인은 그리스도의 몸인, 하나이요, 거룩한 보편적 교회를 이룸.
11. 주 예수 그리스도의 재림.

### 한국 교회와와 관련
한국에서는 한국기독학생회(IVF)가 IFES의 회원단체(Partners)이며, 신학자인 린지 브라운 전 총무가 쓴 《역사를 바꾼 복음주의 학생운동 이야기》(영어: Shining Like Stars,린지 브라운 지음,김종호 옮김, IVP)가 한국 기독 학생회 출판부(IVP)에 의해 역간되면서 한국 복음주의 운동권에도 소개되었다. 본 문서도 IFES누리집과 함께 린지 브라운 전 총무의 저서를 참조했다.

## 같이 보기
- 한국기독학생회(IVF)